# Katedra i Klinika Otolaryngologii, Chirurgii Głowy i Szyi Uniwersytetu Medycznego im. Piastów Śląskich we Wrocławiu

## Katedra i Klinika Otolaryngologii, Chirurgii Głowy i Szyi Uniwersytetu Medycznego im. Piastów Śląskich we Wrocławiu
Klinika Otolaryngologii Chirurgii Głowy i Szyi we Wrocławiu wchodzi w skład kompleksu szpitalnego Uniwersyteckiego Szpitala Klinicznego przy ul. Borowskiej 213. Klinika zajmuje się diagnostyką i leczeniem w zakresie chorób uszu, nosa i zatok przynosowych, krtani i szyi. Kierownikiem Kliniki jest dr hab. n. med. Tomasz Zatoński prof. UMW
Kierownicy
1946 – 1954 prof. Teofil Zalewski
1954 – 1975 prof. Wiktor Jankowski
1975 – 1991 prof. Stanisław Iwankiewicz
1991 - 1992 prof. Zbigniew Ziemski
1992 – 1996 prof. Helena Kustrzycka
1996 – 2005 prof. Lucyna Pośpiech
2005 – 2018 prof. Tomasz Kręcicki
2018 – 2020 p.o. kierownika prof. Krzysztof Morawski
2020 – dr hab. n. med. Tomasz Zatoński prof. UMW
Historia
Klinika Otolaryngologii, Chirurgii Głowy i Szyi we Wrocławiu  została powołana 1 marca 1946. Pierwszym kierownikiem Katedry i Kliniki Otolaryngologii był prof. Teofil Zalewski. Z uwagi na całkowite zniszczenie budynku podczas wojny placówka początkowo znajdowała się w lewym skrzydle Kliniki Okulistycznej przy ul. Chałubińskiego 2. Oficjalne otwarcie nastąpiło po remoncie 15 czerwca 1948. 29 listopada 1946 otwarto również ambulatorium z oddzielnym wejściem, a w roku 1948 pracownię audiologiczną z jedną z pierwszych w Polsce komór ciszy.  Klinika posiadała dodatkowo dwa zewnętrzne oddziały otolaryngologiczne wraz z ambulatoriami: w Szpitalu O.O. Bonifratrów przy ul Traugutta 57 (otwarcie 1 lipca 1946) pod kierownictwem prof. T. Zalewskiego i doc. W. Jankowskiego oraz  działający do 1949 roku  oddział w Szpitalu św. Jerzego  przy ul. Rydygiera 22-28, prowadzony przez dra S. Kossowskiego. W 1949 r. Klinika Otolaryngologii posiadała 72 łóżka oraz 50 łóżek na oddziale w szpitalu O.O. Bonifratrów. Łącznie liczba chorych  sięgała ok. 12 000.
Od początku misją pracowników Kliniki była działalność dydaktyczna i poszukiwanie nowych dróg w rozwiązywaniu  problemów związanych z leczeniem i rozmaitymi zagadnieniami medycyny. Zbudowanie komory ciszy było wstępem do długoletnich badań poświęconych problematyce higieny pracy, urazu  akustycznego, audiometrii mowy. Inicjatorem pomysłu był prof. Wiktor Jankowski, kierownik Kliniki od 1954 roku. Przedmiotem badań byli pracownicy dolnośląskich fabryk (m.in. Państwowa Fabryka Gwoździ we Wrocławiu, Państwowa Fabryka Wagonów we Wrocławiu 1950), w późniejszych latach również żołnierze. Część prac przeprowadzał Ośrodek badawczo – leczniczy dla chorób warstw pracowniczych istniejący przy Klinice. Przetestowano zachowanie się ubytku słuchu w zależności od płci, wieku i stażu pracowników. Co ciekawe, wykazano większą wrażliwość narządu słuchu na warunki akustyczne u płci męskiej. Badania pozwoliły zespołowi na modyfikację prób Langenbecka i Feldmana, co dało możliwość ilościowego obliczenia wydolności  i sprawności nerwu słuchowego. Zmodyfikowano również test Sorensona, uważając, że pozwoli to na wcześniejsze uchwycenie zmian funkcjonalnych. Udowodniono, że rozwój urazu akustycznego ma różny przebieg w zakresie narządu Cortiego i zakresie nerwu słuchowego. Zagadnieniem, któremu poświęcono wiele uwagi, była audiometria mowy, zarówno testom słownym, jak i liczbowym. W roku 1966  prof. Iwankiewicz otrzymał indywidualną nagrodę I stopnia Ministra Zdrowia i Opieki Społecznej za prace nad audiometrią mowy. Przedmiotem badań Kliniki była również przydatność lampowych aparatów słuchowych oraz indywidualnych wkładek usznych do aparatów słuchowych.
W roku 01.04.1955 r. do Kliniki Laryngologii przeniesiony został Ośrodek Foniatryczny, działający od 1951 r. przy Wojewódzkiej Poradni Zdrowia Psychicznego prowadzony przez prof. Leopolda Handzla. Ośrodek zajmował się początkowo leczeniem tzw. nerwicowych zaburzeń mowy, a następnie badaniami nad strukturą akustyczną dźwięków mowy głuchych, objawów jąkania, ale także prowadził prace poświęcone zagadnieniu fizjopatologii i rehabilitacji głosu przełykowego i mowy u bezkrtaniowców.
Konstrukcja mikroskopu operacyjnego dokonana w 1960 przez Iwankiewicza, Bodnara, Wnuczaka przyczyniła się do rozwoju kofochirurgii - chirurgii rehabilitacyjnej słuchu i równowagi oraz chirurgii strzemiączka w otosklerozie. W 1970 r. powstał podręcznik „Zabiegi i operacje w otolaryngologii” którego autorem rozdziału „Zabiegi i operacje ucha”  jest prof. Iwankiewicz. Schorzenie, któremu poświęcono wiele badań, był nieżyt nosa  -  ozena oraz potencjały mikrofoniczne ślimaka. W roku 1965 W. Jankowski, S. Kossowski, J. Giełdanowski, W. Birecki i Z. Ziemski otrzymali Nagrodę Ministra zdrowia i Opieki Społecznej za opracowanie aparatury i techniki pomiarów potencjałów mikrofonicznych ślimaka kotów. Technika ta umożliwiała  zbadanie przewodzenia bodźca akustycznego przez ucho środkowe i narząd Cortiego, a także zbadanie działania środków farmakologicznych na narząd Cortiego.  
W 1972 połączono Katedry i Kliniki: Oczną, Otolaryngologiczną, Neurologiczną,  Oddział Neurochirurgiczny, Klinikę Neurologiczną i Ośrodek Badawczo Leczniczy Foniatryczny przy Klinice Otolaryngologicznej. Powstał  Instytut Chorób Układu Nerwowego i Narządów Zmysłów Akademii Medycznej we Wrocławiu. Klinika podzielona została na dwie lokalizacje: Klinikę Neurologiczną, Neurochirurgiczną z pewną częścią Samodzielnej Pracowni Elektrofizjologii Klinicznej – przy ul. Traugutta w Szpitalu Specjalistycznym. Pozostała część pozostała przy ul Chałubińskiego 2 i 2a. Dyrektorem Instytutu został prof. Stanisław Iwankiewicz. Tematy prac badawczych były kontynuowane, ale rozszerzono zainteresowania o medycynę przemysłową, ochronę środowiska, urazy głowy i szyi i komputeryzację badań. Nadal współpracowano z przemysłem, prowadząc badania między innymi w Fabryce Wagonów w Świdnicy. W latach 1973–1978  przeprowadzono prace nad stanem zdrowia ludności zamieszkującej  Zagłębie Legnicko – Głogowskie. W tym również osób niepracujących w zakładach przemysłowych (16 prac). Badania były przeprowadzane przez Samodzielną Pracownię Elektrofizjologii Klinicznej powstałą w 1971 roku. Pracownia składała się z gabinetów: elektroencefalograficznego, elektromiograficznego i audiologicznego. Była jedynym ośrodkiem na Dolnym Śląsku upoważnionym do protezowania niedosłuchu.  
Duże znaczenie dydaktyczne w tym czasie miała Samodzielna Pracownia Foniatrii. Wzbudzała zainteresowanie tożsamych zagranicznych ośrodków między innymi z powodu badań z zakresu problematyki jąkania. W 1973 r. na II Kongresie Unii Europejskich Foniatrów w Pradze prof. Leon Handzel został wiceprezydentem Unii Europejskich Foniatrów. Rok później na III Kongresie w Padwie – jej prezydentem. W 1986 roku prof. Leon Handzel odszedł na emeryturę, a pracownia została włączona do Katedry i Kliniki Otolaryngologii. Kierownictwo nad nią objęła prof. Maria Zalesska–Kręcicka. W 1989 r. Pracownia Foniatryczna rozpoczęła wideoendoskopową diagnostykę krtani oraz videostroboskopię krtani.
W 1975 r. kierownictwo Kliniki Otolaryngologii objął prof. Stanisław Iwankiewicz. W tym czasie  Klinika posiadała 80 łóżek, w tym 22 dziecięce i prowadziła 20-21 ostrych dyżurów w miesiącu. W latach 1975–1978 rozbudowano i zmodernizowano wspólny dla Kliniki Ocznej i Otolaryngologicznej blok operacyjny, a także pracownię audiologiczną, elektronystagmograficzną, rynometryczną i chirurgii mikroskopowej, pracownię biofizyki okulistycznej, prądów czynnościowych narządu Cortiego. W tym samym roku zainicjowano również zabiegi z zakresu mikrochirurgii krtani. W roku 1977 powstała pracownia labiryntologii pod kierownictwem prof. Lucyny Pośpiech. Na podstawie zebranych materiałów powstała praca pt.: „Kinezyterapia zawrotów głowy i zaburzeń równowagi w uszkodzeniu narządu przedsionkowego”. Postępowania zalecane w przypadku zawrotów głowy proponowane w tejże pracy są stosowane do dziś. 
Już w  1954 r. prof. Jankowski zwrócił uwagę na przydatność cytologicznego rozmazu z dróg oddechowych dla rozpoznania nowotworów złośliwych. W następnych latach dużo uwagi poświęcił statystyce nowotworów. Ze względu na narastający problem nowotworów krtani w latach późniejszych lekarze Kliniki opracowali własny sposób operowania przetoki tchawiczej po laryngektomii, zastępując standardową metalową rurkę tracheotomijną na indywidualnie dopasowaną. W 1977 prof. Iwankiewicz zaproponował modyfikację techniki operacyjnej wycięcia krtani i postępowania po zabiegu. Szereg prac poświęcono zagadnieniu zwężeń tchawicy po intubacji i tracheotomii u dzieci i dorosłych. W 1980 roku na wniosek prof. Iwankiewicza powołano Sekcję Onkologiczną PTORL. W następnych latach Klinika została organizatorem konferencji naukowych Sekcji Onkologicznych (1981,1982,1985). W 1981 r. z inicjatywy I. Barana powstał przy Klinice Dolnośląski Rejestr Nowotworów Krtani DORNOK. Dziesięć lat później autorzy DORNOK za pracę pt: "Zwalczanie chorób nowotworowych” otrzymali nagrodę naukową II stopnia Ministra Zdrowia i Opieki Społecznej. Rejestr wykazał, że Dolny Śląsk jest regionem o największym współczynniku zachorowalności na raka krtani w rejonie zagłębia miedziowego – legnicko-głogowskiego. Na północnym wschodzie wykazano najmniejszy współczynnik zachorowalności.
W 1979 Klinika nawiązała współpracę  z Zakładem Elektronicznej Techniki Obliczeniowej Katedry Fizjopatologii pod kier. prof. J. Jagielskiego, w wyniku której na komputerze Odra 1305 rozpoczęto  wykonywanie badania potencjałów słuchowych u pacjentów z patologią słuchu. Przyczyniło się to do otwarcia w roku 1982 pracowni biocybernetyki pod kierownictwem dra n. przyr. Inż. Kazimierza Frączkowskiego, gdzie między innymi  przeprowadzano badania diagnostyczne narządu równowagi i ocenę kinezyterapii zaburzeń równowagi. 
1 grudnia 1981 roku Instytut Chorób Układu Nerwowego i Narządów Zmysłów Akademii Medycznej we Wrocławiu zakończył swą działalność. W jego miejsce powołana została Katedra i Klinika Otolaryngologii pod kierownictwem prof. Stanisława Iwankiewicza z Samodzielną Pracownią Foniatryczną pod kierownictwem prof. Leona Handzla. W tym czasie w Klinice było zatrudnionych pięciu lekarzy, doktorów medycyny oraz czterech pracowników inżynieryjno – technicznych – cybernetyk, elektronik, fotograf i artysta plastyk. Oprócz pracowni: audiologicznej, elektrofizjologii narządu Cortiego, ENG, labiryntologicznej, chirurgii mikroskopowej  działały również pracownie szkolenia podyplomowego - epidemiologii nowotworów, fotograficzna, plastyczna. Pracownie fotograficzna i plastyczna wykonywały dla Kliniki barwne przezrocza do celów dydaktycznych. W latach 1980–1985 Klinika posiadała 64 łózka dla dorosłych i 20 dla dzieci. W ramach ostrych dyżurów (ok 18 w miesiącu) udzielała 140–160 porad ambulatoryjnych. Ambulatorium Kliniki przyjmowało przeciętnie 20 tys. chorych rocznie, a  pracownie przeprowadzały ok. 5 tys. badań słuchu i VNG. Rocznie hospitalizowanych było 1800–2000 pacjentów i 1600–1800 operowanych. Podobna statystyka utrzymywana była w latach następnych.  Zespół Kliniki kontynuował badania z zakresu audiologii, poszerzonej o audiometrię impedancyjną i obiektywną (ERA), onkologii, fizjologii krtani, chirurgii ucha i zatok przynosowych, a także biopotencjałów. W 1991 r. autorzy DORNOK Iwankiewicz, I. Baran, J. Rak, K. Okwieka M. Malczewski zostali laureatami Nagrody Naukowej II stopnia Ministra Zdrowia i opieki Społecznej za pracę pt. : „Zwalczanie chorób nowotworowych”. 
1 października 1991 (do 28.02.1992)   pełniącym obowiązki Kierownika Kliniki został prof. dr hab. Zbigniew Ziemski, a 01.03.1992 prof. Helena Kustrzycka. Nowa Kierownik wprowadziła do Kliniki diagnostykę  endoskopową zatok przynosowych i endoskopowe operowanie zatok szczękowych. Pracownia Foniatryczna uruchomiła obiektywną diagnostykę słuchu. W 1994 prof. Helena Kustrzycka została przewodniczącą Polskiego Towarzystwa Otolaryngologów. 
W 1996 (do 2005)  kierownictwo Kliniki objęła  prof. dr hab. Lucyna Pośpiech. W 2000 r.  Klinika była organizatorem Konferencji „Badania Przesiewowe Noworodków”. Gościem konferencji był prof. Karl White z Utah. Rok później zorganizowano XI Sympozjum Audiologiczne, w którym wzięło udział 250 uczestników z całej Polski oraz współorganizowano międzynarodowe sympozjum „Wykorzystanie metody audytywno – werbalnej w pracy z dziećmi niesłyszącymi”  z udziałem prof. Warrena Estabrooksa. W 2003 r. Klinika była organizatorem Sympozjum Polsko – Czeskiego, Wrocław – Hradec – Kralove.